# Zhang Wen
Zhang Wen (chinesisch 张稳, Pinyin Zhāng Wěn; * 25. September 1992) ist ein chinesischer Badmintonspieler. 

## Karriere
Zhang Wen startete 2011 und 2012 in der chinesischen Badminton-Superliga, 2013 bei den chinesischen Nationalspielen. 2014 siegte er bei den Chinese International. Beim China Masters 2014 stand er im Finale, beim Malaysia Open Grand Prix Gold 2014 im Achtelfinale.